# Paolo Alberto Faccini
Paolo Alberto Faccini (Verona, 22 gennaio 1961) è un procuratore sportivo ed ex calciatore italiano, di ruolo attaccante.

## Carriera
Ha disputato 29 partite, con 5 reti all'attivo, in Serie A, con le maglie di Roma e Avellino. Con la maglia degli irpini ha segnato un gol contro la squadra della sua città e del cuore, il Verona, il 19 maggio 1985 nella sfida vinta dai gialloblù per 4-2 al Bentegodi, davanti al proprio pubblico in festa per la conquista dello storico scudetto; coi giallorossi si è aggiudicato il titolo nella stagione 1982-1983 (3 presenze, una rete nel successo esterno sul Cagliari alla prima giornata) e, in precedenza, la Coppa Italia 1980-1981. Ha inoltre disputato sei campionati di Serie B nelle file di Sambenedettese, Perugia, Pisa, Parma e Padova, per complessive 164 presenze e 20 reti, conquistando la promozione in massima serie col Pisa nella stagione 1986-1987.
Dopo il ritiro è diventato un procuratore sportivo, occupandosi prevalentemente di calcio olandese e belga.

## Palmarès

### Competizioni giovanili
- Torneo di Viareggio: 1

Roma: 1981

### Competizioni nazionali
- Coppa Italia: 1

Roma: 1980-1981
- Campionato italiano: 1

Roma: 1982-1983